# Mansergh-Schneefeld
Das Mansergh-Schneefeld ist ein Schneefeld in der antarktischen Ross Dependency. In den Churchill Mountains liegt es zwischen der Surveyors Range und der Holyoake Range und speist den Starshot-Gletscher.
Die Mannschaft zur Erkundung der Holyoake Range, der Cobham Range und der Queen Elizabeth Range bei der von 1964 bis 1965 dauernden New Zealand Geological Survey Antarctic Expedition benannten es nach Dennis Mansergh von der University of Auckland, einem Geologen dieser Mannschaft.